# Grimari (subprefektur)
Grimari är en subprefektur i Centralafrikanska republiken.   Den ligger i prefekturen Ouaka, i den centrala delen av landet, 210 km nordost om huvudstaden Bangui. Antalet invånare är 16 486.
I omgivningarna runt Grimari växer huvudsakligen savannskog. Runt Grimari är det glesbefolkat, med 10 invånare per kvadratkilometer.